# Chelsea Winter
Chelsea Winter (* 1983 oder 1984 in Hongkong) ist eine neuseeländische Starköchin und Kochbuchautorin. Seit die Mittdreißigerin die Kochshow MasterChef New Zealand gewonnen und anschließend ihr erstes Kochbuch veröffentlicht hatte, ist sie aus Neuseelands Gastro-Szene nicht mehr wegzudenken. Ihre vier Kochbücher At My Table, Every Delicious, Homemade Happiness und Scrumptious waren allesamt Bestseller, sie veröffentlicht Artikel in der Food-Rubrik der Zeitschrift Woman’s Day und tauscht sich auch mit ihren mittlerweile über 340.000 Facebook-Fans regelmäßig aus.

## Kochbücher
- At my Table. Random House NZ, Auckland 2013, ISBN 978-1-77553-860-8.
- Everyday Delicious. Random House NZ, Auckland 2014, ISBN 978-1-77553-709-0.
- Homemade Happiness. Random House NZ, Auckland 2015, ISBN 978-1-77553-838-7
  - dt. Edition: Homemade Happiness. ars vivendi verlag, Cadolzburg 2017, ISBN 978-3-86913-885-5.
- Scrumptious. Random House NZ, Auckland 2016, ISBN 978-0-14-377010-7.
- Supergood. Random House NZ, Auckland 2020, ISBN 978-0-14-377505-8.
- Eat. Random House NZ, Auckland 2017, ISBN 978-0-14-377126-5.
  - dt. Edition: Eat. ars vivendi verlag, Cadolzburg 2018, ISBN 978-3-86913-982-1.